# Parque em miniatura
Um parque em miniatura é um espaço aberto que exibe edifícios em miniatura e geralmente é aberto ao público. Um parque em miniatura pode conter um modelo de uma única cidade ou cidade, muitas vezes chamado de uma cidade em miniatura ou aldeia modelo, ou pode conter uma série de diferentes conjuntos de modelos. Eles foram desenvolvidos como atrações recreativas e turísticas, com possíveis raízes em jardins japoneses em miniatura. A maioria dos exemplos estão localizados em espaços exteriores ajardinados, mas a definição se ampliou nos últimos anos para abranger grandes paisagens em miniatura em ambientes fechados.

## Galeria

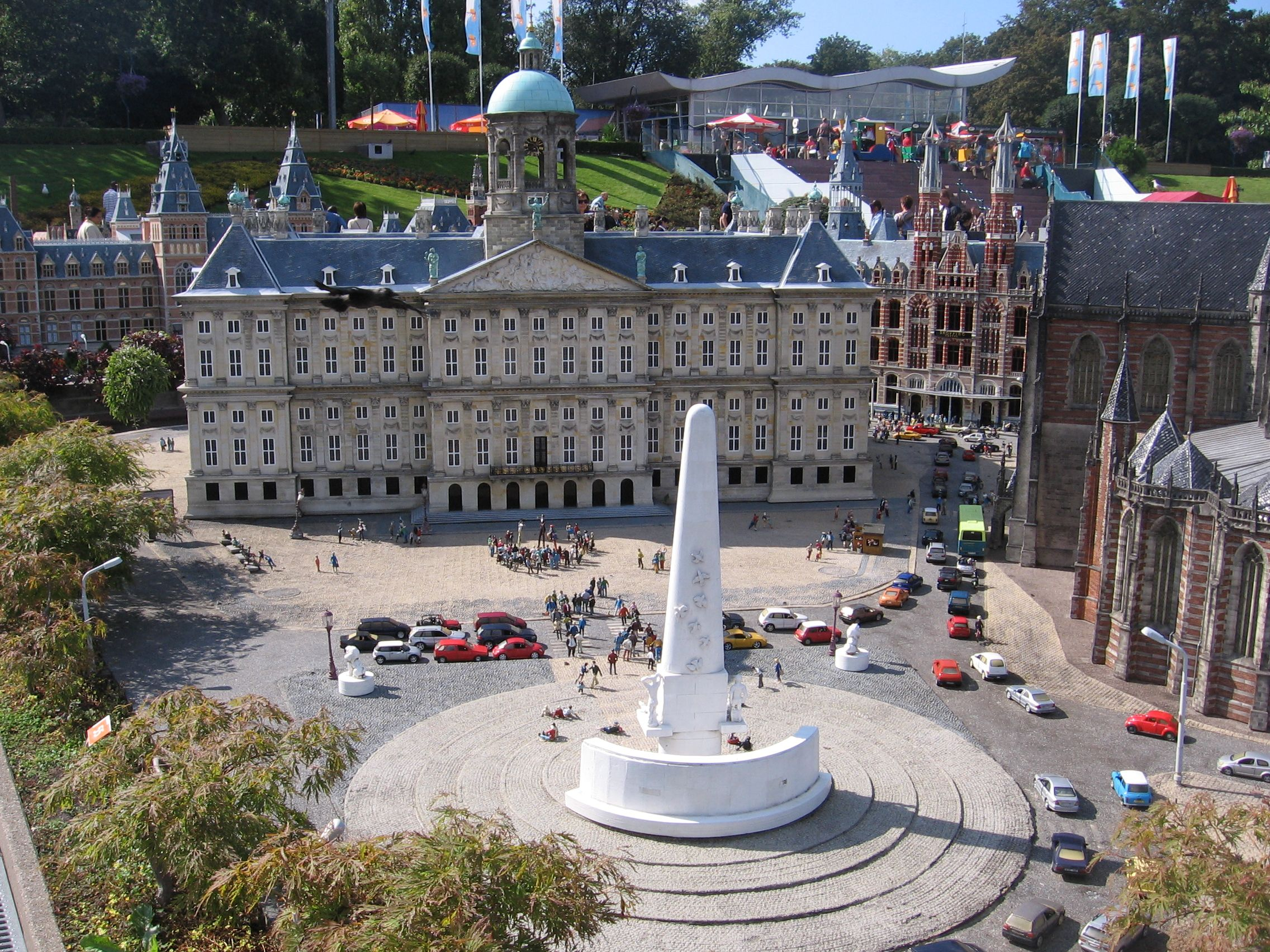
Madurodam
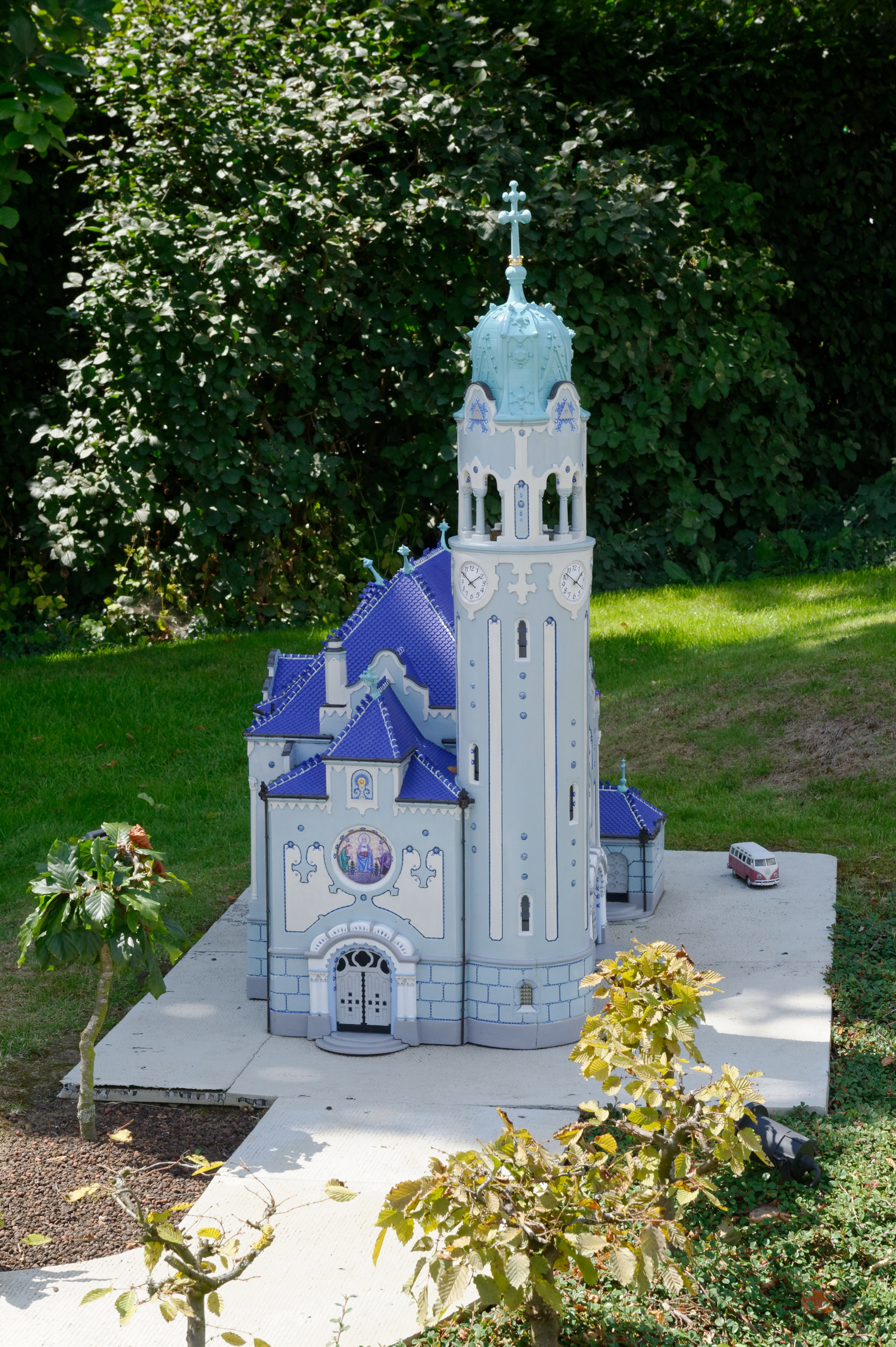
Mini-Europa
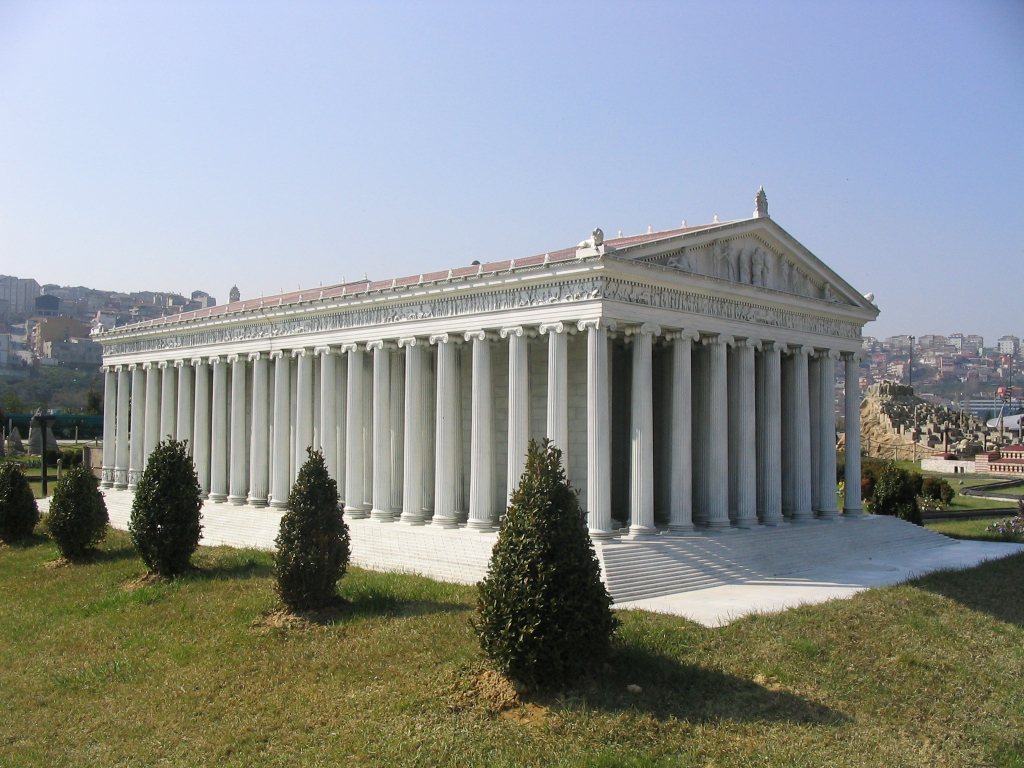
Miniatürk
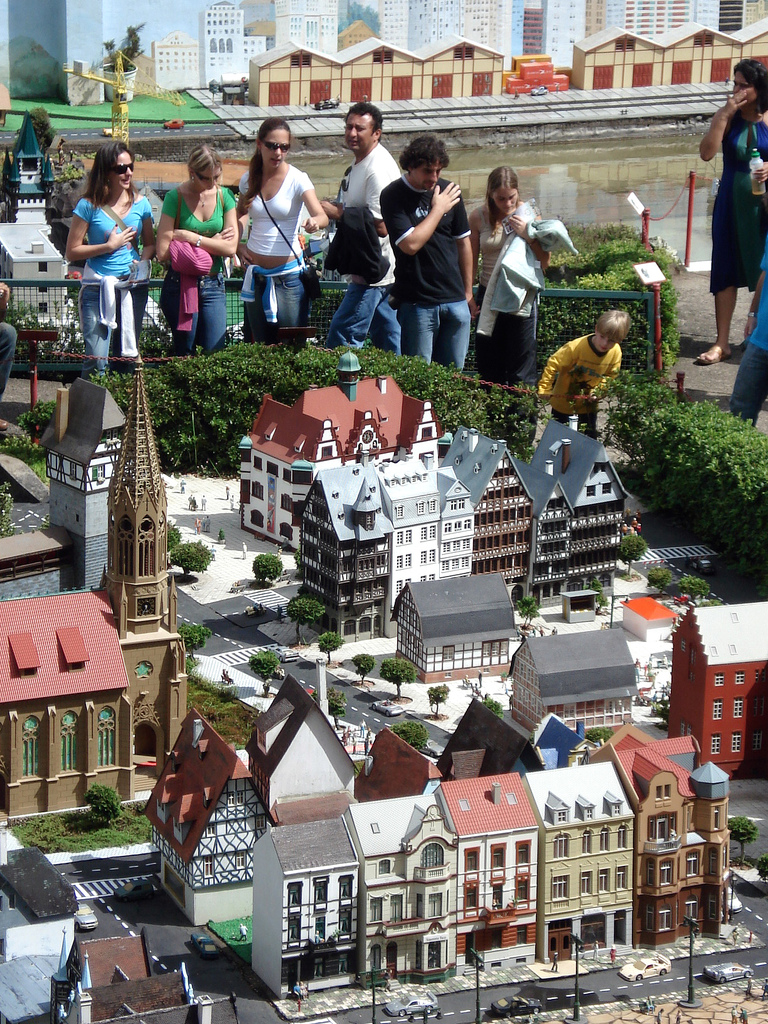
Mini Mundo
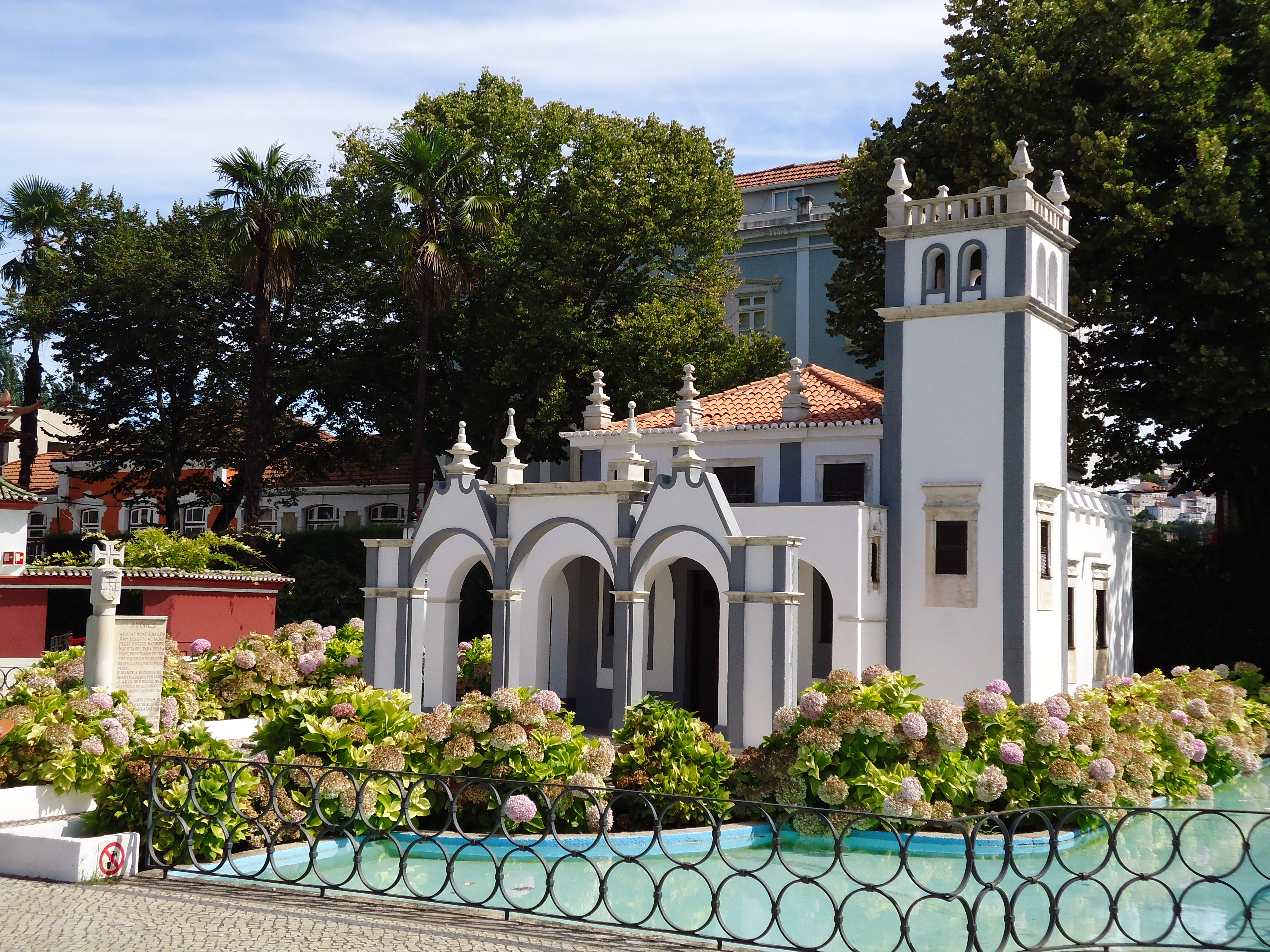
Portugal dos Pequenitos
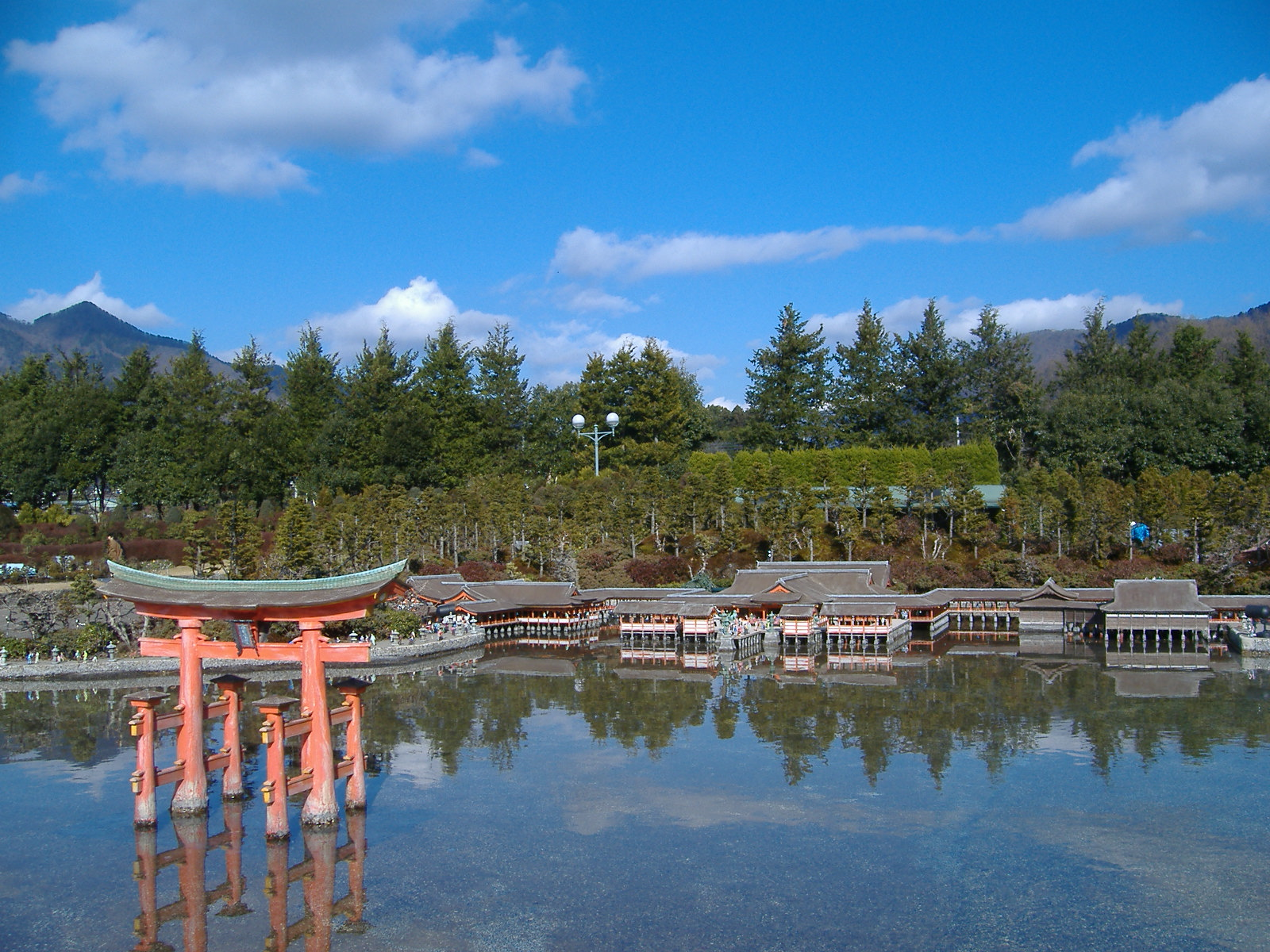
Tobu World Square